# 大窪秋弘
大窪 秋弘（おおくぼ あきひろ、1971年（昭和46年） - ）は、日本のテレビ報道カメラマン。
1995年に神戸大学を卒業後、同年関西テレビ放送入社。以来一貫して報道カメラマンとして活動している。